# Aisam-ul-Haq Qureshi
Aisam-ul-Haq Qureshi (urdu: اعصام الحق قریشی; født 17. marts 1980) er en professionel tennisspiller fra Pakistan. Han er i øjeblikket Pakistans bedste spiller. Han ligger i top-10 som double spiller, mens hans bedste rangering som single spiller er nr. 125. Han er den eneste pakistanske tennisspiller, som er nået til en Grand Slam finale. Det gjorde han i US Open 2010, hvor han både konkurrerede som mixed double (hvor han dannede par med Květa Peschke) og som herredouble (hvor han dannede par med Rohan Bopanna).
Som Pakistans nr. 1, har Qureshi traditionelt set optrådt for Pakistan ved Davis Cup. Efter i 2004 at have chokeret New Zealand i anden runde play-off af den asiatiske og oceaniske zones gruppe 1, og dermed overlevet nedrykning, førte han i 2005 Pakistan til deres første World Group Play-Offs, hvor de blev slået ud af Chile. Han er den person, der har vundet flest Davis Cup kampe for Pakistan, og er dermed den mest succesfulde single og double spiller fra hans land nogensinde. Sammen med Aqeel Khan udgør han den mest succesfulde double-duo i landets historie.